# Llengües hurro-urartianes
Les llengües hurro-urartianes són una família lingüística preindoeuropea extinta de l'antic Pròxim Orient. Inclou com a mínim dues llengües, l'hurrita i l'urartià, ambdós parlats a la zona de les muntanyes del Taure, i potser també el Subartu, que es parlava a la zona de la conca meridional del riu Tigris.
Hom sap molt poc d'aquestes llengües ergatives - aglutinants. L'únic que és segur és que no pertanyen ni a la família de les llengües llengües semítiques ni a la de les indoeuropees.
Alguns lingüistes com Ígor Diàkonov i Sergei Starostin han vist punts comuns entre les llengües hurro-urartianes i les llengües caucàsiques del nord-est i han proposat un grup més ample per agrupar a totes, les llengües alarodianes. La llengua actual que té més paraules comunes amb aquestes llengües mortes es troba en el grup de les llengües Nakh i del Daguestan, amb 169 rels de paraula.